# Intelligentes Pflaster
Ein intelligentes Pflaster bzw. smartes Pflaster ist ein Pflaster, mit dem sich die Wundheilung messen und überwachen lässt. Die Daten können an einen Computer oder mittels einer mobilen App an den Arzt oder Patienten übermittelt werden.
Der Einsatz eines solchen Pflasters zielt auf eine Reduktion der Verbandwechsel durch Pflegekräfte und soll damit das Risiko für Infektionen und eine Irritierung der Haut senken, da durch selteneren Verbandwechsel auch weniger Bakterien an die Wunde gelangen.

## Digitales Pflaster der Empa
Die Eidgenössische Materialprüfungs- und Forschungsanstalt (Empa) stellte 2018 einen Prototyp eines intelligenten Pflasters vor, das auf der Messung der Lichtintensität basiert, die verrät, wie sich der pH-Wert verändert. Der pH-Sensor besteht dabei aus Benzalkonium-Chlorid und Pyranin. Auslesen lässt sich die Leuchtintensität mithilfe eines Fluoreszenz-Messgeräts.